# Gîte rural
Pour les articles homonymes, voir Gîte (hébergement).

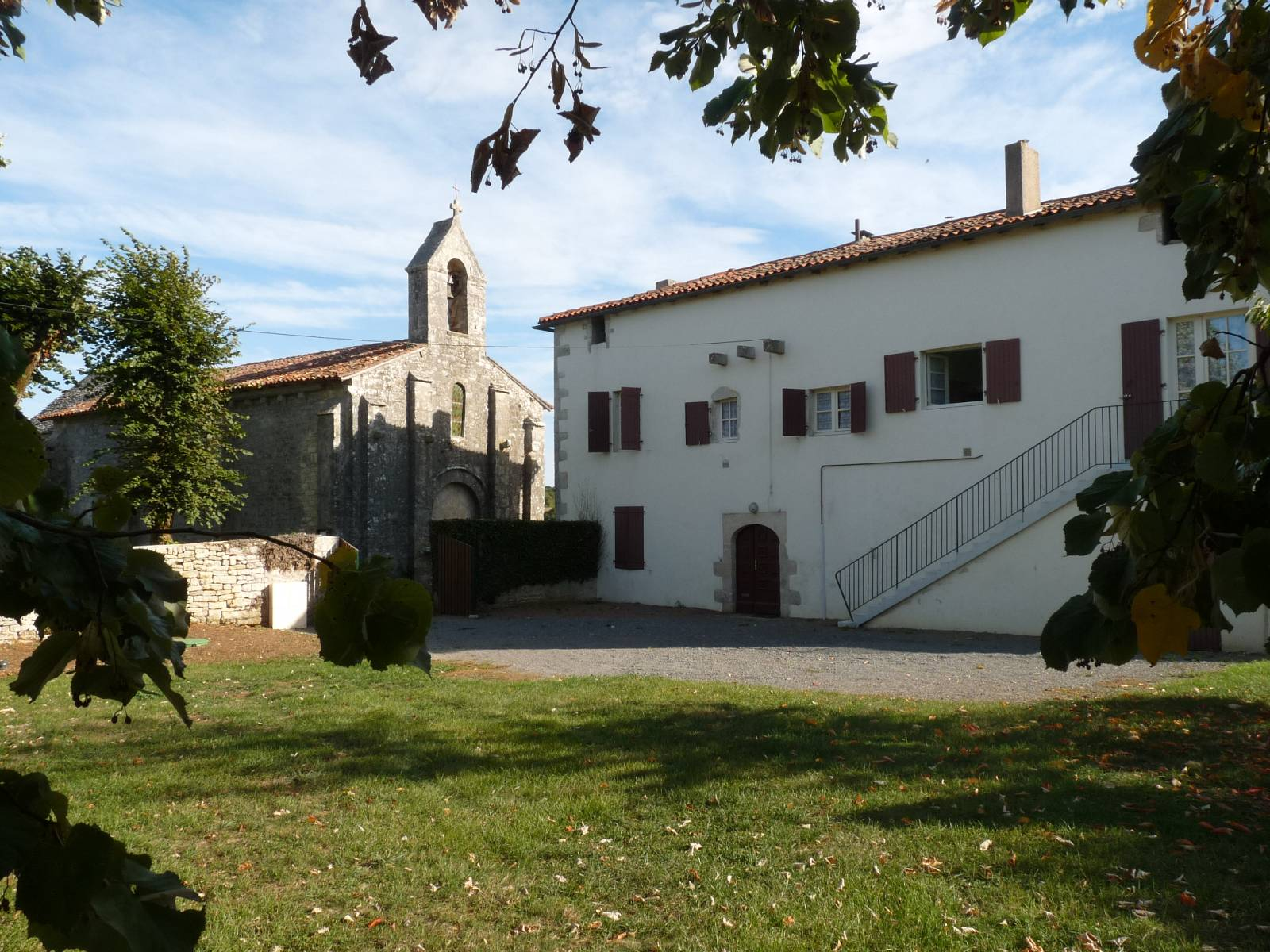
Gîte communal en Charente

Un gîte rural, couramment désigné par gîte, ou résidences de tourisme au Québec, est un hébergement touristique pour vacanciers traditionnellement installé à la campagne.
Le terme se confond parfois avec celui de chambre d'hôtes, bien que ce sont deux types d'hébergement différents.

## Histoire
L'histoire des gîtes semblent débuter au milieu du XXe siècle lorsqu'apparaît le premier gite rural, dans le sud-est de la France. Le sénateur Émile Aubert lance l'idée d'un accueil des citadins pars des familles paysannes. Le premier gîte mis en place se trouve au hameau de Chaudol à La Javie, dans le département des Alpes-de-Haute-Provence, en 1951.
Le développement des gîtes ruraux s'est poursuivi avec l'exode rural d'après guerre dans les nombreux bâtiments qui se retrouvaient abandonnés. Le tourisme rural se développe un peu partout en Europe et permet de donner une seconde vie à ces anciennes bâtisses, de les entretenir et de maintenir une activité dans les villages. Les vacanciers sont parfois logés dans la maison du propriétaire — aile indépendante... — ou à proximité immédiate mais ce n'est pas obligatoire.

## Labels
Certains gîtes sont distingués par des labels ou des labels écologiques :
- écogîte désigne un gîte de tourisme ayant une démarche écologique ;
- écolabel européen désigne un gîte de tourisme répondant aux normes fixées par cet écolabel ;
- gîtes panda est un label délivré par le WWF France (fonds mondial pour la nature) ;
- gîte naturiste est un label délivré par la Fédération française de naturisme.

## Exemples nationaux

### En France
Pour la Direction générale de la concurrence, de la consommation et de la répression des fraudes (DGCCRF), les gîtes ruraux sont des hébergements situés dans des maisons individuelles ou des logements indépendants, excluant les hébergements neufs, en milieu rural. Ils sont soumis à la réglementation des locations saisonnières.
Le gîte rural peut faire l'objet d'une adhésion à des marques collectives ou à des chartes de qualité qui s'organisent selon le respect de normes. Ces marques ou classements sont organisés par des associations comme Gîtes de France, Clévacances, Bienvenue à la ferme ou Accueil Paysan. 
Des particuliers utilisent le mot gîte pour louer leurs meublés de tourisme en se passant de classement ou référencement.